# Simone Saltarelli

Stemma Saltarelli

Simone Saltarelli (Firenze, 1261 – Pisa, 24 settembre 1342) è stato un religioso e arcivescovo cattolico italiano.

## Biografia

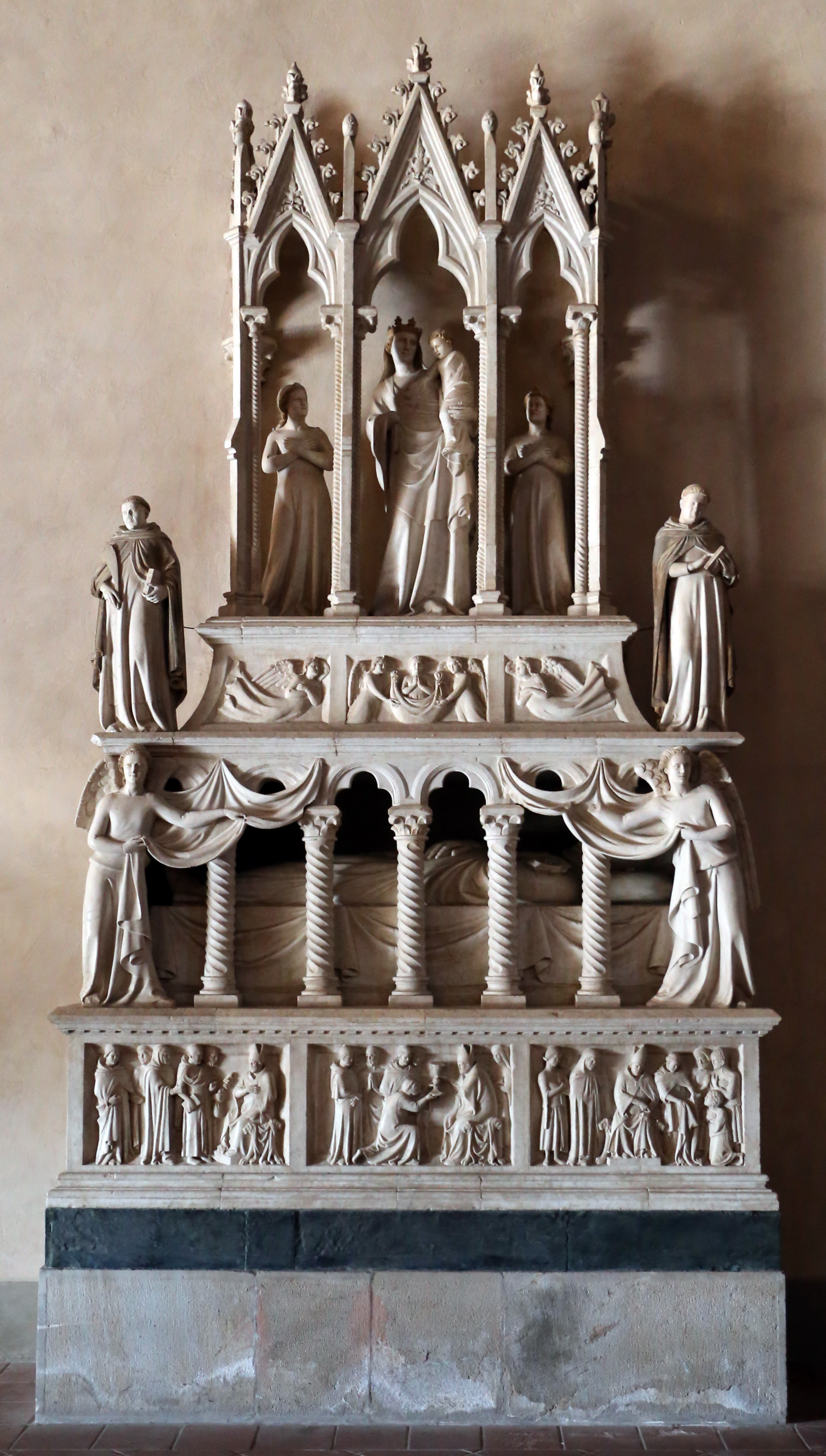
Monumento funebre dell'arcivescovo

Fiorentino di nascita, era figlio di Guido dei Salterelli e fratello di Lapo, giudice e uomo politico giudicato corrotto da molti suoi contemporanei, tra cui Dante Alighieri che lo cita nella sua Divina Commedia (Pd. XV, 128). Appartenente all'Ordine dei frati predicatori, per cui svolse l'attività di procuratore generale e fondò un ospedale nei pressi di Montelupo Fiorentino, Simone fu consacrato vescovo di Parma nel 1316 e vi rimase fino al 1323, quando fu promosso arcivescovo di Pisa. Allontanato dalla sede toscana nel 1328 ad opera di Ludovico il Bavaro, che impose lo pseudo-arcivescovo Gherardo Orlandi, vi fece ritorno sei anni più tardi. Morì nel 1342.
Il suo monumento funebre, scolpito nel marmo bianco da Nino Pisano tra il 1343 e il 1347, è collocato all'interno della chiesa di Santa Caterina di Pisa.
Sicuramente esercitò la sua influenza su Buffalmacco durante la realizzazione del Trionfo della morte, affresco conservato nel Camposanto monumentale pisano e ricco di temi cari ai frati domenicani. Sempre per le monache del suo ordine fece costruire la chiesa e il convento di Santa Marta di Pisa nel 1342.
Il Setaioli lo annovera tra i beati della città toscana e ricorda che fu "per la straordinaria affetione fattosi chiamare Pisano". Fu amico intimo dello scrittore e religioso Bartolomeo da San Concordio.

## Genealogia episcopale
La genealogia episcopale è:
- Cardinale Niccolò Alberti
- Arcivescovo Simone Saltarelli